# لیک شور (یوتا)
لیک شور (به انگلیسی: Lake Shore) یک منطقهٔ مسکونی در ایالات متحده آمریکا است که در شهرستان یوتا، یوتا واقع شده‌است. لیک شور ۲۸٫۳ کیلومتر مربع مساحت و ۸۱۷ نفر جمعیت دارد و ۱٬۳۷۸ متر بالاتر از سطح دریا واقع شده‌است.